# Meugit Sagoe
Meugit Sagoe is een bestuurslaag in het regentschap Pidie Jaya van de provincie Atjeh, Indonesië. Meugit Sagoe telt 498 inwoners (volkstelling 2010).